# CEV Champions League 2021-2022 (femminile)
La CEV Champions League 2021-2022, 62ª edizione della Champions League di pallavolo femminile, si è svolta dal 21 settembre 2021 al 22 maggio 2022: al torneo hanno partecipato ventotto squadre di club europee e la vittoria finale è andata per la quinta volta al VakıfBank.

## Regolamento

### Formula
La formula ha previsto:
- Fase di qualificazione, a cui hanno partecipato dieci delle ventotto squadre qualificate, in base al ranking CEV, hanno disputato primo turno, secondo turno e terzo turno, giocati con gare di andata e ritorno (coi punteggi di 3-0 e 3-1 sono stati assegnati 3 punti alla squadra vincente e 0 a quella perdente, col punteggio di 3-2 sono stati assegnati 2 punti alla squadra vincente e 1 a quella perdente; in caso di parità di punti dopo le due partite è stato disputato un golden set): le due squadre vincitrici del terzo turno hanno acceduto alla fase a gironi, mentre le squadre sconfitte di ogni turno hanno acceduto alla Coppa CEV.
- Fase a gironi, disputata con girone all'italiana, con gare di andata e ritorno, per un totale di sei giornate: la prima classificata di ogni girone e le tre migliori seconde classificate hanno acceduto alla fase a eliminazione diretta.
- Fase a eliminazione diretta, disputata con:
  - Quarti di finale e semifinali, giocate con gare di andata e ritorno.
  - Finale, giocata con gara unica.

### Criteri di classifica
Se il risultato finale è stato di 3-0 o 3-1 sono stati assegnati 3 punti alla squadra vincente e 0 a quella sconfitta, se il risultato finale è stato di 3-2 sono stati assegnati 2 punti alla squadra vincente e 1 a quella sconfitta.
L'ordine del posizionamento in classifica è stato definito in base a:
- Numero di partite vinte;
- Punti;
- Ratio dei set vinti/persi;
- Ratio dei punti realizzati/subiti;
- Risultati degli scontri diretti.

## Squadre partecipanti
| - Asterix Avo - Minčanka - Jedinstvo Brčko - Marica - Viesti Salo - ASPTT Mulhouse - Béziers | - HAOK Mladost - Dresdner - Olympiakos - AGIL - Imoco - Pro Victoria - Chemik Police | - Developres Rzeszów - Dukla Liberec - Dinamo-Ak Bars - Dinamo Mosca - Lokomotiv Kaliningrad - Neuchâtel - Ub | - Kamnik - JAV Olímpico - Fenerbahçe - Türk Hava Yolları - VakıfBank - Prometej - Nyíregyháza |

## Torneo

### Fase di qualificazione

#### Primo turno

##### Andata
| 22 settembre 2021 Centro Insular de Deportes, Las Palmas Durata: 1h:38 - Spettatori: 300 | JAV Olímpico | 1 - 3 | HAOK Mladost | 18-25, 18-25, 25-21, 23-25 |
| 21 settembre 2021 Melina Merkourī Hall, Rentis Durata: 1h:46 - Spettatori: 250           | Olympiakos   | 3 - 1 | Asterix Avo  | 21-25, 25-18, 25-21, 25-23 |

##### Ritorno
| 30 settembre 2021 Dom odbojke Bojan Stranić, Zagabria Durata: 1h:37 - Spettatori: 100 | HAOK Mladost | 1 - 3 | JAV Olímpico | 20-25, 25-14, 18-25, 20-25 Golden set: 15-9 |
| 28 settembre 2021 Topsporthal, Beveren Durata: 1h:41 - Spettatori: 380                | Asterix Avo  | 1 - 3 | Olympiakos   | 20-25, 25-14, 18-25, 20-25                  |

#### Secondo turno

##### Andata
| 6 ottobre 2021 Dom odbojke Bojan Stranić, Zagabria Durata: 1h:02 - Spettatori: 100 | HAOK Mladost | 0 - 3 | Neuchâtel       | 18-25, 19-25, 21-25               |
| 7 ottobre 2021 Palac sportu Junist', Zaporižžja Durata: 1h:45 - Spettatori: 1 200  | Prometej     | 3 - 1 | Kamnik          | 23-25, 25-21, 25-21, 25-23        |
| 6 ottobre 2021 Sportska hala Ub, Ub Durata: 1h:05 - Spettatori: 500                | Ub           | 3 - 0 | Jedinstvo Brčko | 25-16, 25-15, 25-19               |
| 7 ottobre 2021 Melina Merkourī Hall, Rentis Durata: 1h:59 - Spettatori: 200        | Olympiakos   | 3 - 2 | Minčanka        | 25-21, 25-27, 25-23, 20-25, 15-13 |

##### Ritorno
| 14 ottobre 2021 Halle de sport de La Riveraine, Neuchâtel Durata: 99 - Spettatori: 1 240 | Neuchâtel       | 3 - 2 | HAOK Mladost | 25-20, 25-17, 19-25, 21-25, 15-10 |
| 13 ottobre 2021 Športna dvorana, Kamnik Durata: 1h:52 - Spettatori: 100                  | Kamnik          | 1 - 3 | Prometej     | 21-25, 27-25, 29-31, 12-25        |
| 13 ottobre 2021 Sportska Dvorana Magnet, Brčko Durata: 1h:05 - Spettatori: 250           | Jedinstvo Brčko | 0 - 3 | Ub           | 16-25, 14-25, 15-25               |
| 14 ottobre 2021 Palazzetto dello Sport Uruchje, Minsk Durata: 1h:16 - Spettatori: 1 000  | Minčanka        | 0 - 3 | Olympiakos   | 9-25, 22-25, 22-25                |

#### Terzo turno

##### Andata
| 27 ottobre 2021 Halle de sport de La Riveraine, Neuchâtel Durata: 1h:00 - Spettatori: 1 345 | Neuchâtel | 0 - 3 | Prometej   | 19-25, 14-25, 20-25               |
| 27 ottobre 2021 Sportska hala Ub, Ub Durata: 1h:51 - Spettatori: 700                        | Ub        | 3 - 2 | Olympiakos | 16-25, 25-23, 25-19, 18-25, 15-13 |

##### Ritorno
| 4 novembre 2021 Palac sportu Junist', Zaporižžja Durata: 1h:23 - Spettatori: 200 | Prometej   | 3 - 1 | Neuchâtel | 22-25, 25-16, 25-20, 25-13 |
| 4 novembre 2021 Melina Merkourī Hall, Rentis Durata: 1h:27 - Spettatori: 350     | Olympiakos | 0 - 3 | Ub        | 19-25, 23-25, 31-33        |

### Fase a gironi
| Girone A              | Girone B       | Girone C          | Girone D       | Girone E      |
| --------------------- | -------------- | ----------------- | -------------- | ------------- |
| Dresdner              | Viesti Salo    | AGIL              | Marica         | Imoco         |
| Developres Rzeszów    | ASPTT Mulhouse | Dukla Liberec     | Béziers        | Chemik Police |
| Lokomotiv Kaliningrad | Pro Victoria   | Dinamo Mosca      | Dinamo-Ak Bars | Ub            |
| Prometej              | VakıfBank      | Türk Hava Yolları | Fenerbahçe     | Nyíregyháza   |

#### Girone A

##### Risultati
| 23 novembre 2021 Palazzetto dello Sport Uruchje, Minsk Durata: 1h:17 - Spettatori: 750  | Lokomotiv Kaliningrad | 3 - 0 | Prometej              | 25-21, 25-19, 25-23               |
| 23 novembre 2021 Hala Podpromie, Rzeszów Durata: 1h:52 - Spettatori: 1 137              | Developres Rzeszów    | 3 - 2 | Dresdner              | 25-10, 19-25, 25-15, 22-25, 15-9  |
| 8 dicembre 2021 Margon Arena, Dresda Durata: 1h:16 - Spettatori: ?                      | Dresdner              | 0 - 3 | Lokomotiv Kaliningrad | 20-25, 17-25, 19-25               |
| 7 dicembre 2022 Palac sportu Junist', Zaporižžja Durata: 1h:38 - Spettatori: 650        | Prometej              | 1 - 3 | Developres Rzeszów    | 20-25, 14-25, 25-21, 17-25        |
| 21 dicembre 2021 Hala Podpromie, Rzeszów Durata: 1h:57 - Spettatori: 1 400              | Developres Rzeszów    | 3 - 2 | Lokomotiv Kaliningrad | 25-17, 22-25, 25-21, 17-25, 16-14 |
| 22 dicembre 2022 Palac sportu Junist', Zaporižžja Durata: 1h:57 - Spettatori: 400       | Prometej              | 2 - 3 | Dresdner              | 25-16, 16-25, 25-16, 14-25, 15-17 |
| 18 gennaio 2022 Dvorec Sporta Jantarnyj, Kaliningrad Durata: 1h:46 - Spettatori: 1 987  | Lokomotiv Kaliningrad | 1 - 3 | Dresdner              | 25-21, 20-25, 22-25, 22-25        |
| 18 gennaio 2022 Hala Podpromie, Rzeszów Durata: 1h:14 - Spettatori: 1 206               | Developres Rzeszów    | 3 - 0 | Prometej              | 25-22, 25-23, 25-17               |
| 3 febbraio 2022 Burhan Felek Spor Salonu, Istanbul Durata: 1h:40 - Spettatori: 100      | Prometej              | 1 - 3 | Lokomotiv Kaliningrad | 18-25, 25-27, 25-19, 21-25        |
| 2 febbraio 2022 Margon Arena, Dresda Durata: 1h:22 - Spettatori: 750                    | Dresdner              | 0 - 3 | Developres Rzeszów    | 19-25, 22-25, 24-26               |
| 15 febbraio 2022 Dvorec Sporta Jantarnyj, Kaliningrad Durata: 1h:31 - Spettatori: 2 700 | Lokomotiv Kaliningrad | 3 - 0 | Developres Rzeszów    | 28-26, 25-19, 25-18               |
| 15 febbraio 2022 Margon Arena, Dresda Durata: 1h:50 - Spettatori: 850                   | Dresdner              | 3 - 1 | Prometej              | 25-22, 25-27, 25-23, 25-19        |

##### Classifica
| Pos. | Squadra               | Pt | G | V | P | SV | SP | Ratio | PF  | PS  | Ratio |
| ---- | --------------------- | -- | - | - | - | -- | -- | ----- | --- | --- | ----- |
| 1.   | Developres Rzeszów    | 13 | 6 | 5 | 1 | 15 | 8  | 1,875 | 521 | 467 | 1,116 |
| 2.   | Lokomotiv Kaliningrad | 13 | 6 | 4 | 2 | 15 | 7  | 2,143 | 515 | 472 | 1,091 |
| 3.   | Dresdner              | 9  | 6 | 3 | 3 | 11 | 13 | 0,846 | 500 | 532 | 0,940 |
| 4.   | Prometej              | 1  | 6 | 0 | 6 | 5  | 18 | 0,278 | 476 | 541 | 0,880 |

      Qualificata ai quarti di finale.

#### Girone B

##### Risultati
| 24 novembre 2021 VakıfBank Spor Sarayı, Istanbul Durata: 1h:57 - Spettatori: 1 980 | VakıfBank      | 3 - 1 | Pro Victoria   | 23-25, 25-23, 25-16, 25-21 |
| 23 novembre 2021 Palais des Sports, Mulhouse Durata: 1h:32 - Spettatori: 2 030     | ASPTT Mulhouse | 3 - 1 | Viesti Salo    | 23-25, 25-14, 25-14, 25-19 |
| 9 dicembre 2021 Salohalli, Salo Durata: 1h:00 - Spettatori: 850                    | Viesti Salo    | 0 - 3 | VakıfBank      | 14-25, 11-25, 17-25        |
| 8 dicembre 2022 Palazzetto dello Sport, Monza Durata: 1h:12 - Spettatori: 2 071    | Pro Victoria   | 3 - 0 | ASPTT Mulhouse | 25-20, 25-17, 25-12        |
| 22 dicembre 2021 Palais des Sports, Mulhouse Durata: 1h:21 - Spettatori: 2 851     | ASPTT Mulhouse | 0 - 3 | VakıfBank      | 19-25, 19-25, 17-25        |
| 21 dicembre 2022 Palazzetto dello Sport, Monza Durata: 1h:09 - Spettatori: 550     | Pro Victoria   | 3 - 0 | Viesti Salo    | 25-13, 25-23, 25-14        |
| 20 gennaio 2022 VakıfBank Spor Sarayı, Istanbul Durata: 1h:03 - Spettatori: 1 645  | VakıfBank      | 3 - 0 | Viesti Salo    | 25-9, 25-21, 25-20         |
| 19 gennaio 2022 Palais des Sports, Mulhouse Durata: 1h:09 - Spettatori: 1 593      | ASPTT Mulhouse | 0 - 3 | Pro Victoria   | 18-25, 22-25, 18-25        |
| 3 febbraio 2022 Palazzetto dello Sport, Monza Durata: 1h:36 - Spettatori: 1 400    | Pro Victoria   | 1 - 3 | VakıfBank      | 25-21, 17-25, 17-25, 12-25 |
| 3 febbraio 2022 Salohalli, Salo Durata: 1h:52 - Spettatori: 550                    | Viesti Salo    | 3 - 1 | ASPTT Mulhouse | 25-19, 25-21, 18-25, 29-27 |
| 15 febbraio 2022 VakıfBank Spor Sarayı, Istanbul Durata: 1h:05 - Spettatori: 1 589 | VakıfBank      | 3 - 0 | ASPTT Mulhouse | 25-11, 25-18, 25-21        |
| 15 febbraio 2022 Salohalli, Salo Durata: 1h:15 - Spettatori: 1 050                 | Viesti Salo    | 0 - 3 | Pro Victoria   | 21-25, 13-25, 23-25        |

##### Classifica
| Pos. | Squadra        | Pt | G | V | P | SV | SP | Ratio | PF  | PS  | Ratio |
| ---- | -------------- | -- | - | - | - | -- | -- | ----- | --- | --- | ----- |
| 1.   | VakıfBank      | 18 | 6 | 6 | 0 | 18 | 2  | 9,000 | 494 | 353 | 1,399 |
| 2.   | Pro Victoria   | 12 | 6 | 4 | 2 | 14 | 6  | 2,333 | 456 | 408 | 1,118 |
| 3.   | ASPTT Mulhouse | 3  | 6 | 1 | 5 | 4  | 16 | 0,250 | 402 | 469 | 0,857 |
| 4.   | Viesti Salo    | 3  | 6 | 1 | 5 | 4  | 16 | 0,250 | 368 | 490 | 0,751 |

      Qualificata ai quarti di finale.

#### Girone C

##### Risultati
| 25 novembre 2021 PalaTerdoppio, Novara Durata: 1h:25 - Spettatori: 1 270               | AGIL              | 3 - 0 | Türk Hava Yolları | 25-21, 25-22, 26-24               |
| 23 novembre 2021 Dvorec Sporta Dinamo, Mosca Durata: 1h:16 - Spettatori: 0             | Dinamo Mosca      | 3 - 0 | Dukla Liberec     | 25-19, 25-19, 25-20               |
| 7 dicembre 2021 Sportovní hala Dukla Liberec, Liberec Durata: 1h:02 - Spettatori: 570  | Dukla Liberec     | 0 - 3 | AGIL              | 11-25, 16-25, 19-25               |
| 8 dicembre 2022 Burhan Felek Spor Salonu, Istanbul Durata: 1h:55 - Spettatori: 700     | Türk Hava Yolları | 2 - 3 | Dinamo Mosca      | 23-25, 25-16, 17-25, 25-19, 9-15  |
| 23 dicembre 2021 Dvorec Sporta Dinamo, Mosca Durata: 1h:17 - Spettatori: 900           | Dinamo Mosca      | 0 - 3 | AGIL              | 25-25, 21-25, 23-25               |
| 21 dicembre 2022 Burhan Felek Spor Salonu, Istanbul Durata: 1h:12 - Spettatori: 200    | Türk Hava Yolları | 3 - 0 | Dukla Liberec     | 25-18, 25-15, 25-22               |
| 20 gennaio 2022 PalaTerdoppio, Novara Durata: 1h:11 - Spettatori: 785                  | AGIL              | 3 - 0 | Dukla Liberec     | 25-12, 25-23, 25-13               |
| 19 gennaio 2022 Dvorec Sporta Dinamo, Mosca Durata: 2h:07 - Spettatori: 500            | Dinamo Mosca      | 3 - 2 | Türk Hava Yolları | 16-25, 26-24, 25-19, 18-25, 15-13 |
| 2 febbraio 2022 Burhan Felek Spor Salonu, Istanbul Durata: 1h:49 - Spettatori: 1 000   | Türk Hava Yolları | 3 - 1 | AGIL              | 25-21, 17-25, 25-23, 25-16        |
| 13 febbraio 2022 Sportovní hala Dukla Liberec, Liberec Durata: 0h:00 - Spettatori: 0   | Dukla Liberec     | 0 - 3 | Dinamo Mosca      | 13-25, 22-25, 23-25               |
| 15 febbraio 2022 PalaTerdoppio, Novara Durata: 1h:30 - Spettatori: 1 250               | AGIL              | 0 - 3 | Dinamo Mosca      | 19-25, 22-25, 22-25               |
| 15 febbraio 2022 Sportovní hala Dukla Liberec, Liberec Durata: 1h:53 - Spettatori: 425 | Dukla Liberec     | 2 - 3 | Türk Hava Yolları | 25-23, 25-16, 16-25, 23-25, 10-15 |

##### Classifica
| Pos. | Squadra           | Pt | G | V | P | SV | SP | Ratio | PF  | PS  | Ratio |
| ---- | ----------------- | -- | - | - | - | -- | -- | ----- | --- | --- | ----- |
| 1.   | Dinamo Mosca      | 13 | 6 | 5 | 1 | 15 | 7  | 2,143 | 489 | 459 | 1,065 |
| 2.   | AGIL              | 12 | 6 | 4 | 2 | 13 | 6  | 2,167 | 449 | 392 | 1,145 |
| 3.   | Türk Hava Yolları | 10 | 6 | 3 | 3 | 13 | 12 | 1,083 | 543 | 515 | 1,054 |
| 4.   | Dukla Liberec     | 1  | 6 | 0 | 6 | 2  | 18 | 0,111 | 364 | 479 | 0,760 |

      Qualificata ai quarti di finale.

#### Girone D

##### Risultati
| 25 novembre 2021 Burhan Felek Spor Salonu, Istanbul Durata: 2h:02 - Spettatori: 2 114      | Fenerbahçe     | 3 - 2 | Dinamo-Ak Bars | 15-25, 22-25, 25-17, 25-21, 15-7  |
| 24 novembre 2021 Narbonne Arena, Narbona Durata: ? - Spettatori: 500                       | Béziers        | 3 - 0 | Marica         | 25-21, 25-20, 25-16               |
| 8 dicembre 2021 Kolodruma, Plovdiv Durata: 1h:41 - Spettatori: 1 600                       | Marica         | 1 - 3 | Fenerbahçe     | 14-25, 25-20, 23-25, 15-25        |
| 7 dicembre 2022 Centr volejbola Sankt-Peterburg, Kazan' Durata: 1h:42 - Spettatori: 524    | Dinamo-Ak Bars | 3 - 1 | Béziers        | 22-25, 25-23, 25-18, 25-17        |
| 23 dicembre 2021 Narbonne Arena, Narbona Durata: 1h:16 - Spettatori: 732                   | Béziers        | 0 - 3 | Fenerbahçe     | 24-26, 15-25, 22-25               |
| 21 dicembre 2022 Centr volejbola Sankt-Peterburg, Kazan' Durata: 1h:12 - Spettatori: 554   | Dinamo-Ak Bars | 3 - 0 | Marica         | 25-10, 25-21, 25-20               |
| 19 gennaio 2022 Burhan Felek Spor Salonu, Istanbul Durata: 1h:07 - Spettatori: 1 550       | Fenerbahçe     | 3 - 0 | Marica         | 25-22, 25-11, 25-14               |
| 18 gennaio 2022 Narbonne Arena, Narbona Durata: 1h:08 - Spettatori: 500                    | Béziers        | 0 - 3 | Dinamo-Ak Bars | 12-25, 17-25, 21-25               |
| 11 febbraio 2022 Centr volejbola Sankt-Peterburg, Kazan' Durata: 1h:18 - Spettatori: 1 500 | Dinamo-Ak Bars | 0 - 3 | Fenerbahçe     | 20-25, 22-25, 19-25               |
| 1º febbraio 2022 Kolodruma, Plovdiv Durata: 2h:06 - Spettatori: 520                        | Marica         | 2 - 3 | Béziers        | 27-29, 25-23, 17-25, 25-16, 12-15 |
| 15 febbraio 2022 Burhan Felek Spor Salonu, Istanbul Durata: 1h:02 - Spettatori: 1 250      | Fenerbahçe     | 3 - 0 | Béziers        | 25-8, 25-17, 25-19                |
| 15 febbraio 2022 Kolodruma, Plovdiv Durata: 1h:21 - Spettatori: 1 700                      | Marica         | 0 - 3 | Dinamo-Ak Bars | 15-25, 19-25, 20-25               |

##### Classifica
| Pos. | Squadra        | Pt | G | V | P | SV | SP | Ratio | PF  | PS  | Ratio |
| ---- | -------------- | -- | - | - | - | -- | -- | ----- | --- | --- | ----- |
| 1.   | Fenerbahçe     | 17 | 6 | 6 | 0 | 18 | 3  | 6,000 | 498 | 385 | 1,294 |
| 2.   | Dinamo-Ak Bars | 13 | 6 | 4 | 2 | 14 | 7  | 2,000 | 478 | 415 | 1,152 |
| 3.   | Béziers        | 5  | 6 | 2 | 4 | 7  | 14 | 0,500 | 421 | 486 | 0,866 |
| 4.   | Marica         | 1  | 6 | 0 | 6 | 3  | 18 | 0,167 | 392 | 503 | 0,779 |

      Qualificata ai quarti di finale.

#### Girone E

##### Risultati
| 24 novembre 2021 PalaVerde, Villorba Durata: 1h:08 - Spettatori: 1 603           | Imoco         | 3 - 0 | Ub            | 25-8, 27-25, 25-16         |
| 24 novembre 2021 Arena Szczecin, Stettino Durata: 1h:06 - Spettatori: 1 993      | Chemik Police | 3 - 0 | Nyíregyháza   | 25-11, 25-13, 25-14        |
| 9 dicembre 2022 Continental Aréna, Nyíregyháza Durata: 1h:06 - Spettatori: 1 532 | Nyíregyháza   | 0 - 3 | Imoco         | 18-25, 13-25, 11-25        |
| 8 dicembre 2021 Sportska hala Ub, Ub Durata: 1h:45 - Spettatori: 1 000           | Ub            | 1 - 3 | Chemik Police | 20-25, 25-18, 20-25, 16-25 |
| 23 dicembre 2021 Arena Szczecin, Stettino Durata: 1h:11 - Spettatori: 1 739      | Chemik Police | 0 - 3 | Imoco         | 21-25, 19-25, 11-25        |
| 22 dicembre 2022 Sportska hala Ub, Ub Durata: 1h:21 - Spettatori: 1 000          | Ub            | 3 - 0 | Nyíregyháza   | 25-21, 25-20, 25-23        |
| 26 gennaio 2022 PalaVerde, Villorba Durata: 0h:00 - Spettatori: 0                | Imoco         | 3 - 0 | Nyíregyháza   | 25-0, 25-0, 25-0           |
| 20 gennaio 2022 Arena Szczecin, Stettino Durata: 1h:08 - Spettatori: 1 500       | Chemik Police | 3 - 0 | Ub            | 25-17, 25-19, 25-14        |
| 2 febbraio 2022 Sportska hala Ub, Ub Durata: 1h:09 - Spettatori: 1 000           | Ub            | 0 - 3 | Imoco         | 16-25, 22-25, 13-25        |
| 3 febbraio 2022 Continental Aréna, Nyíregyháza Durata: 1h:13 - Spettatori: 825   | Nyíregyháza   | 0 - 3 | Chemik Police | 18-25, 18-25, 13-25        |
| 15 febbraio 2022 PalaVerde, Villorba Durata: 0h:52 - Spettatori: 1 250           | Imoco         | 3 - 0 | Chemik Police | 25-19, 25-22, 25-22        |
| 15 febbraio 2022 Continental Aréna, Nyíregyháza Durata: 1h:12 - Spettatori: 523  | Nyíregyháza   | 0 - 3 | Ub            | 19-25, 21-25, 17-25        |

##### Classifica
| Pos. | Squadra       | Pt | G | V | P | SV | SP | Ratio | PF  | PS  | Ratio |
| ---- | ------------- | -- | - | - | - | -- | -- | ----- | --- | --- | ----- |
| 1.   | Imoco         | 18 | 6 | 6 | 0 | 18 | 0  | MAX   | 452 | 256 | 1,766 |
| 2.   | Chemik Police | 12 | 6 | 4 | 2 | 12 | 7  | 1,714 | 432 | 368 | 1,174 |
| 3.   | Ub            | 6  | 6 | 2 | 4 | 7  | 12 | 0,583 | 381 | 441 | 0,864 |
| 4.   | Nyíregyháza   | 0  | 6 | 0 | 6 | 0  | 18 | 0,000 | 250 | 450 | 0,556 |

      Qualificata ai quarti di finale.

### Fase a eliminazione diretta
|  | Quarti di finale | Quarti di finale      | Quarti di finale | Quarti di finale |  |    | Semifinali | Semifinali | Semifinali | Semifinali |  |    | Finale | Finale    | Finale |
|  |                  |                       |                  |                  |  |    |            |            |            |            |  |    |        |           |        |
|  | 1C               | Dinamo Mosca          | -                | -                |  |    |            |            |            |            |  |    |        |           |        |
|  | 1C               | Dinamo Mosca          | -                | -                |  |    |            |            |            |            |  |    |        |           |        |
|  | 2D               | Dinamo-Ak Bars        | -                | -                |  |    |            |            |            |            |  |    |        |           |        |
|  | 2D               | Dinamo-Ak Bars        | -                | -                |  | -  | -          | -          | -          |            |  |    |        |           |        |
|  |                  |                       |                  |                  |  | -  | -          | -          | -          |            |  |    |        |           |        |
|  |                  |                       |                  |                  |  |    | 1E         | Imoco      | -          | -          |  |    |        |           |        |
|  | 1E               | Imoco                 | 3                | 3                |  |    | 1E         | Imoco      | -          | -          |  |    |        |           |        |
|  | 1E               | Imoco                 | 3                | 3                |  |    |            |            |            |            |  |    |        |           |        |
|  | 2B               | Pro Victoria          | 0                | 1                |  |    |            |            |            |            |  |    |        |           |        |
|  | 2B               | Pro Victoria          | 0                | 1                |  |    |            |            |            |            |  | 1E | Imoco  | 1         |        |
|  |                  |                       |                  |                  |  |    |            |            |            |            |  | 1E | Imoco  | 1         |        |
|  |                  |                       |                  |                  |  |    |            |            |            |            |  |    | 1B     | VakıfBank | 3      |
|  | 1B               | VakıfBank             | 2                | 3                |  |    |            |            |            |            |  |    | 1B     | VakıfBank | 3      |
|  | 1B               | VakıfBank             | 2                | 3                |  |    |            |            |            |            |  |    |        |           |        |
|  | 1A               | Developres Rzeszów    | 3                | 1                |  |    |            |            |            |            |  |    |        |           |        |
|  | 1A               | Developres Rzeszów    | 3                | 1                |  | 1B | VakıfBank  | 3          | 0          |            |  |    |        |           |        |
|  |                  |                       |                  |                  |  | 1B | VakıfBank  | 3          | 0          |            |  |    |        |           |        |
|  |                  |                       |                  |                  |  |    | 1D         | Fenerbahçe | 1          | 3          |  |    |        |           |        |
|  | 1D               | Fenerbahçe            | 3                | 3                |  |    | 1D         | Fenerbahçe | 1          | 3          |  |    |        |           |        |
|  | 1D               | Fenerbahçe            | 3                | 3                |  |    |            |            |            |            |  |    |        |           |        |
|  | 2A               | Lokomotiv Kaliningrad | 0                | 0                |  |    |            |            |            |            |  |    |        |           |        |
|  | 2A               | Lokomotiv Kaliningrad | 0                | 0                |  |    |            |            |            |            |  |    |        |           |        |

#### Quarti di finale

##### Andata
| - Centr volejbola Sankt-Peterburg, Kazan' Durata: 0h:00 - Spettatori: 0      | Dinamo-Ak Bars        | -     | Dinamo Mosca | annullata                         |
| 9 marzo 2022 Palazzetto dello Sport, Monza Durata: 1h:20 - Spettatori: 2 376 | Pro Victoria          | 0 - 3 | Imoco        | 21-25, 21-25, 19-25               |
| 8 marzo 2022 Hala Podpromie, Rzeszów Durata: 2h:07 - Spettatori: 4 500       | Developres Rzeszów    | 3 - 2 | VakıfBank    | 13-25, 29-27, 19-25, 29-27, 15-13 |
| - Dvorec Sporta Jantarnyj, Kaliningrad Durata: 0h:00 - Spettatori: 0         | Lokomotiv Kaliningrad | 0 - 3 | Fenerbahçe   | 0-25, 0-25, 0-25                  |

##### Ritorno
| - Dvorec Sporta Dinamo, Mosca Durata: 0h:00 - Spettatori: 0                     | Dinamo Mosca | -     | Dinamo-Ak Bars        | annullata                  |
| 17 marzo 2022 PalaVerde, Villorba Durata: 1h:43 - Spettatori: 2 803             | Imoco        | 3 - 1 | Pro Victoria          | 25-19, 22-25, 25-16, 25-17 |
| 16 marzo 2022 VakıfBank Spor Sarayı, Istanbul Durata: 1h:37 - Spettatori: 1 942 | VakıfBank    | 3 - 1 | Developres Rzeszów    | 25-15, 25-19, 23-25, 25-23 |
| - Burhan Felek Spor Salonu, Istanbul Durata: 0h:00 - Spettatori: 0              | Fenerbahçe   | 3 - 0 | Lokomotiv Kaliningrad | 25-0, 25-0, 25-0           |

#### Semifinali

##### Andata
| 31 marzo 2022 VakıfBank Spor Sarayı, Istanbul Durata: 1h:48 - Spettatori: 2 039 | VakıfBank | 3 - 1 | Fenerbahçe | 25-21, 25-20, 22-25, 25-18 |

##### Ritorno
| 6 aprile 2022 Burhan Felek Spor Salonu, Istanbul Durata: 1h:32 - Spettatori: 5 500 | Fenerbahçe | 3 - 0 | VakıfBank | 25-14, 25-20, 28-26 Golden set: 11-15 |

#### Finale
| 22 maggio 2022 Arena Stožice, Lubiana Durata: 2h:03 - Spettatori: 9 304 | Imoco | 1 - 3 | VakıfBank | 22-25, 21-25, 25-23, 21-25 |

## Statistiche
| Rendimento individuale | Rendimento individuale | Rendimento individuale | Rendimento individuale |
| Pos.                   | Nome                   | Punti                  | Squadra                |
| ---------------------- | ---------------------- | ---------------------- | ---------------------- |
| 1                      | Isabelle Haak          | 214                    | VakıfBank              |
| 2                      | Heidy Casanova         | 186                    | Prometej               |
| 3                      | Gabriela Guimarães     | 171                    | VakıfBank              |
| 4                      | Arina Fedorovceva      | 160                    | Fenerbahçe             |
| 5                      | Paola Egonu            | 139                    | Imoco                  |
| 6                      | Bruna da Silva         | 133                    | Developres Rzeszów     |
| 7                      | Kara Bajema            | 132                    | Developres Rzeszów     |
| 8                      | Michelle Bartsch       | 118                    | VakıfBank              |
| 9                      | Kiera Van Ryk          | 108                    | Türk Hava Yolları      |
| 10                     | Natalija Hončarova     | 106                    | Dinamo Mosca           |
| 10                     | Liljana Ranković       | 106                    | Ub                     |

| Attacchi vincenti | Attacchi vincenti  | Attacchi vincenti | Attacchi vincenti  |
| Pos.              | Nome               | Punti             | Squadra            |
| ----------------- | ------------------ | ----------------- | ------------------ |
| 1                 | Isabelle Haak      | 181               | VakıfBank          |
| 2                 | Heidy Casanova     | 161               | Prometej           |
| 3                 | Gabriela Guimarães | 150               | VakıfBank          |
| 4                 | Arina Fedorovceva  | 127               | Fenerbahçe         |
| 5                 | Paola Egonu        | 122               | Imoco              |
| 6                 | Bruna da Silva     | 119               | Developres Rzeszów |
| 7                 | Kara Bajema        | 108               | Developres Rzeszów |
| 8                 | Natalija Hončarova | 97                | Dinamo Mosca       |
| 9                 | Kiera Van Ryk      | 95                | Türk Hava Yolları  |
| 10                | Michelle Bartsch   | 94                | VakıfBank          |

| Muri vincenti | Muri vincenti      | Muri vincenti | Muri vincenti      |
| Pos.          | Nome               | Punti         | Squadra            |
| ------------- | ------------------ | ------------- | ------------------ |
| 1             | Nasja Dimitrova    | 35            | Prometej           |
| 2             | Diana Karpec'      | 25            | Prometej           |
| 3             | Chiaka Ogbogu      | 24            | VakıfBank          |
| 4             | Sofija Medić       | 22            | Ub                 |
| 5             | Zehra Güneş        | 21            | VakıfBank          |
| 6             | Magdalena Jurczyk  | 20            | Developres Rzeszów |
| 7             | Kara Bajema        | 19            | Developres Rzeszów |
| 7             | Gabriela Guimarães | 19            | VakıfBank          |
| 9             | Katerina Giōta     | 18            | Olympiakos         |
| 9             | Isabelle Haak      | 18            | VakıfBank          |

| Battute vincenti | Battute vincenti  | Battute vincenti | Battute vincenti   |
| Pos.             | Nome              | Punti            | Squadra            |
| ---------------- | ----------------- | ---------------- | ------------------ |
| 1                | Arina Fedorovceva | 24               | Fenerbahçe         |
| 2                | Isabelle Haak     | 15               | VakıfBank          |
| 2                | Heidy Casanova    | 15               | Prometej           |
| 4                | Jennifer Geerties | 14               | Dresdner           |
| 5                | Madeleine Gates   | 12               | Dresdner           |
| 5                | Anna Stencel      | 12               | Developres Rzeszów |
| 7                | Lucía Varela      | 11               | JAV Olímpico       |
| 7                | Maja Storck       | 11               | Dresdner           |
| 7                | Sofija Medić      | 11               | Ub                 |
| 10               | Nikolina Lukić    | 10               | Ub                 |
| 10               | Diana Karpec'     | 10               | Prometej           |
| 10               | Michelle Bartsch  | 10               | VakıfBank          |